# Szent Gellért tér (stacja metra)

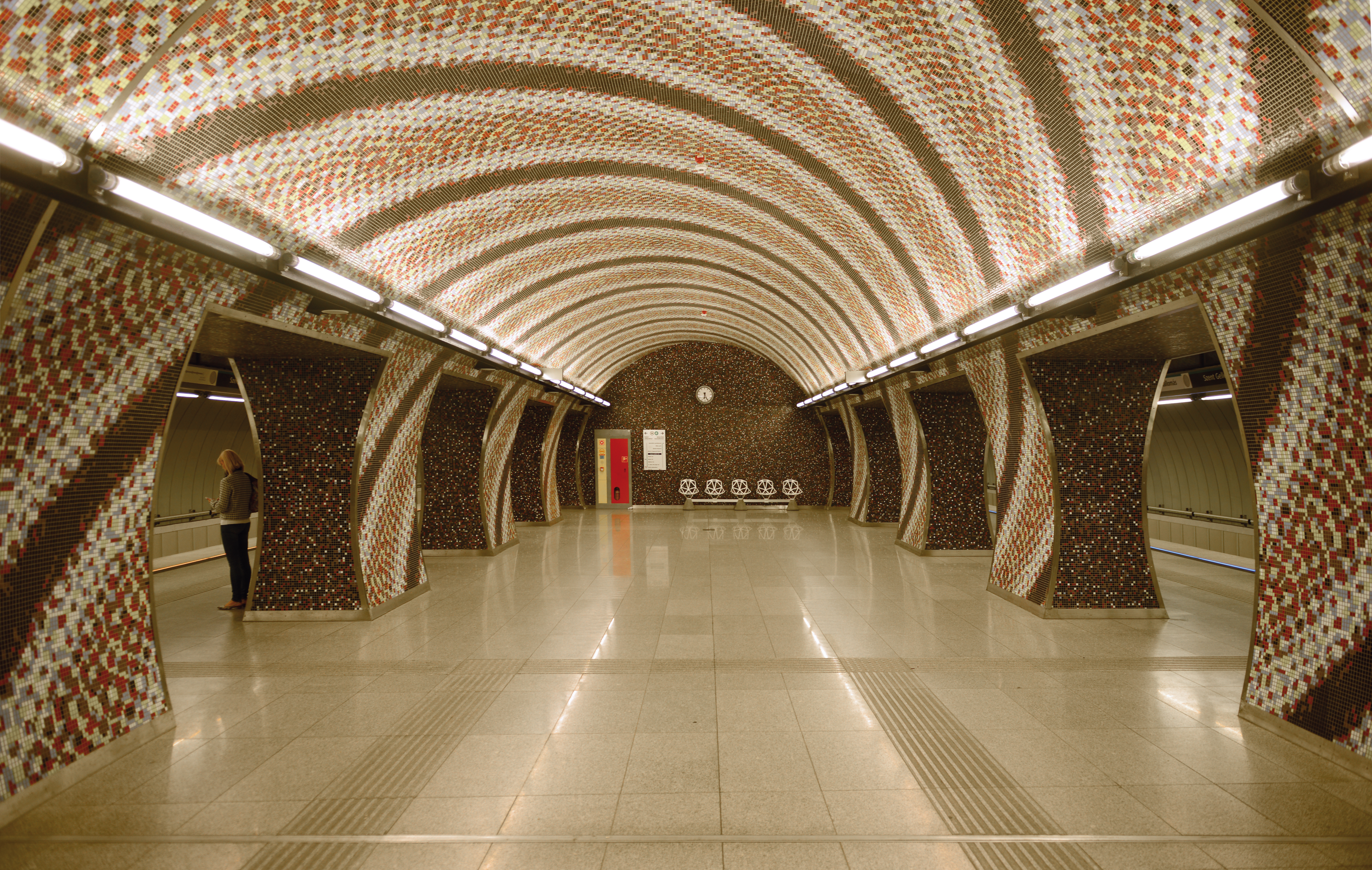
Szent Gellért tér - Műegyetem

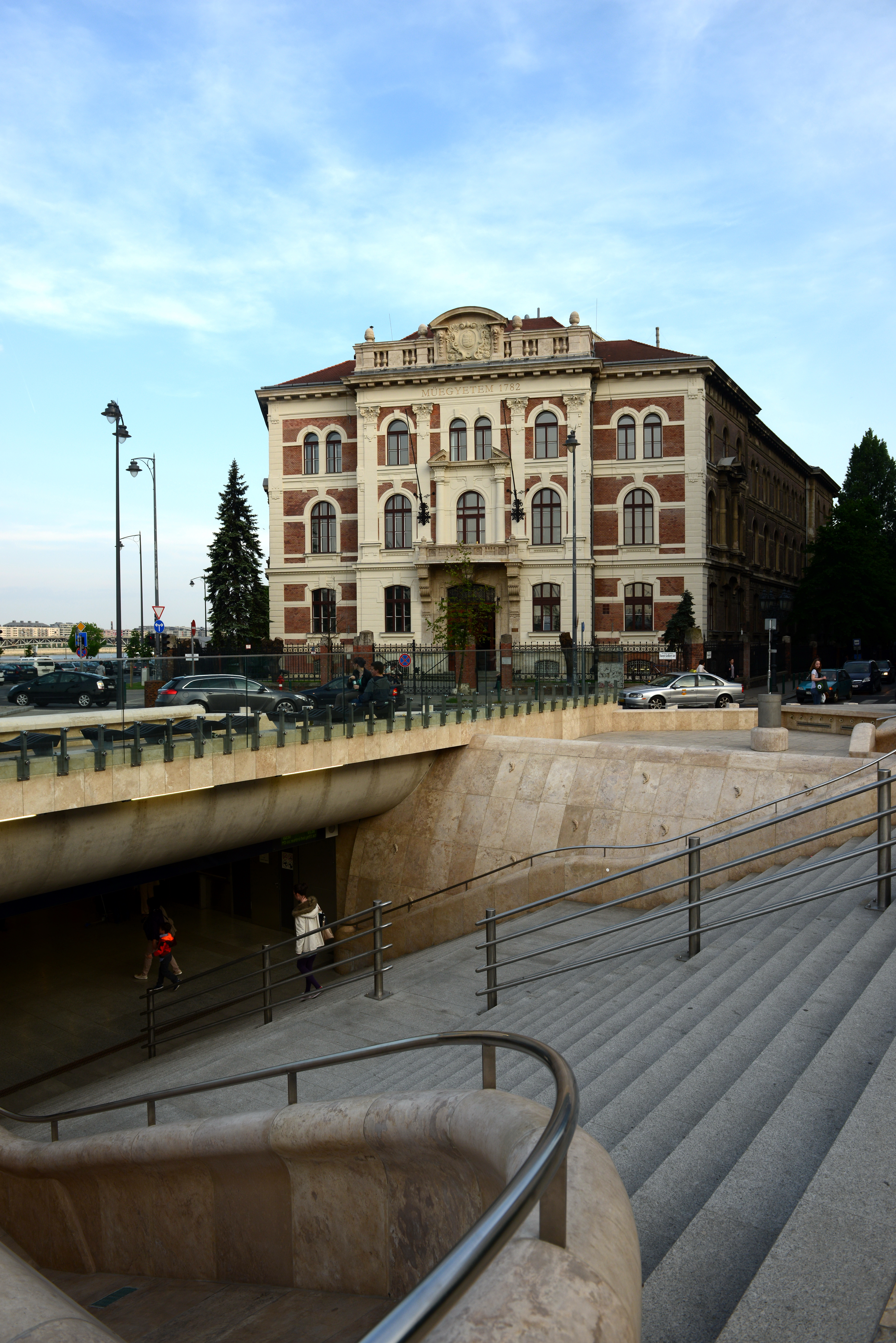
Wejście do stacji

Szent Gellért tér - Műegyetem – stacja linii M4 metra w Budapeszcie. Stacja powstała tuż przy brzegu Dunaju  pod placem Szent Gellért tér. W pobliżu stacji znajduje się Uniwersytet Techniczno-Ekonomiczny.